# Dora Ratjen
Heinrich Ratjen (född Dora Ratjen, 20 november 1918 Bremen, Tyskland - död 22 april 2008) var en tysk friidrottare som tävlade för Tyskland i kvinnornas höjdhopp vid Olympiska sommarspelen 1936 i Berlin. Ratjen blev fyra men det upptäcktes senare att "hon" var en man. I fabricerade sensationsartiklar i pressen blev Ratjen felaktigt refererad till som Hermann Ratjen och Horst Ratjen.

## Barndom
Ratjen föddes som femte barnet till saloonsägaren Heinrich Ratjen. Barnmorskan sa först att barnet var en pojke, men efter en del funderande över babyns könsorgan ändrade hon sig och deklarerade att barnet var en flicka. Så barnet registrerades som Dora, ett vanligt tyskt flicknamn på den tiden. Barnet växte sen upp som flicka, även om hennes far senare menade att han en gång bad en läkare, som behandlade Dora för lunginflammation, att ta en titt på Doras könsorgan och ställa en diagnos. Läkaren sa enkelt att det fanns inget man kunde göra. När hon växte upp blev Dora intresserad av idrott och tävlade från tidig ålder i olika skolmästerskap i höjdhopp.

## Idrottskarriär
Ratjen blev 4:a höjdhopp vid OS i Berlin 1936 och vann ett EM-guld 1938 med nytt "världsrekord". På vägen hem från EM blev Ratjen arresterad på järnvägsstationen i Magdeburg och en polisläkare konstaterade att Ratjen hade manliga könsorgan. Ratjen fråntogs guldmedaljen som i stället gick till den ungerska olympiamästaren Ibolya Csák. Rekordet på 1,70 blev aldrig erkänt och det tyska friidrottsförbundet avstängde Ratjen på livstid officiellt ”för brott mot amatörreglerna”. 1957 gick Ratjen själv ut i offentligheten och berättade att han hade tvingats att tävla som kvinna av de tyska myndigheterna.